# Stone Bridge Press
Stone Bridge Press, Inc. è una casa editrice statunitense, fondata nel 1989 e legata a prodotti inerenti alla cultura giapponese (ma anche coreana e cinese) e al mondo degli anime e manga, della calligrafia e degli origami. Tra gli autori pubblicati figurano Jonathan Clements, Liza Dalby, Helen McCarthy e Frederik L. Schodt.

## Storia
Stone Bridge Press venne fondata nel 1989 da Peter Goodman, che, nel 2005, la vendette alla società editrice nipponica Yohan Inc.; nel luglio 2008, questa dichiarò bancarotta e la Stone Bridge venne acquisita dalla IBC Publishing di Tokyo, sussidiaria della Yohan. Nell'autunno dell'anno successivo, Goodman riacquistò la casa editrice, che ritornò ad essere indipendente.